# Otomys angoniensis
Otomys angoniensis is een knaagdier uit het geslacht Otomys dat voorkomt van Zuidoost-Kenia tot Noordoost-Zuid-Afrika en Lesotho. De soorten O. burtoni en O. maximus worden soms ook tot O. angoniensis gerekend. In oudere classificaties wordt deze soort nog weleens verward met O. irroratus.
Deze soort heeft een geelbruin lichaam. De oren zijn groot, maar de staart is zeer kort. Die is van boven donker en van onder vuilwit. Ook de voeten zijn donker gekleurd. De eerste en vijfde tenen zijn kort. De vacht is lang en zacht. De totale lengte bedraagt 14 cm voor mannetjes en 14,5 cm voor vrouwtjes, de staartlengte 8 cm en het gewicht voor mannetjes 90 gram en 97 gram voor vrouwtjes. Het karyotype bedraagt 2n=56.
Deze soort eet wortels en wortelstokken van gras en riet. Het dier eet zijn eigen uitwerpselen op (coprofagie) om zijn eten beter te kunnen verteren. De draagtijd bedraagt 37 dagen. Nesten van twee tot vijf jongen worden van augustus tot maart geboren. Mannetjes zijn na vijf weken, vrouwtjes na acht weken geslachtsrijp. De dieren worden gegeten door uilen, katten en mangoesten. Het dier is voornamelijk overdag actief. Het slaapt in nesten in vegetatie. Het dier kan zowel solitair als in paren of familiegroepen leven.
Otomys anchietae · Otomys angoniensis · Otomys auratus · Otomys barbouri · Otomys burtoni · Otomys cheesmani · Otomys cuanzensis · Otomys dartmouthi · Bergoorrat (Otomys denti) · Otomys dollmani · Otomys fortior · Otomys helleri · Moerasrat (Otomys irroratus) · Otomys jacksoni · Otomys karoensis · Otomys lacustris · Otomys laminatus · Otomys occidentalis · Otomys orestes · Otomys simiensis · Otomys sloggetti · Otomys sungae · Otomys thomasi · Otomys tropicalis · Otomys typus · Otomys unisulcatus · Otomys uzungwensis · Otomys willani · Otomys yaldeni · Otomys zinki